# Arturo Ubico Urruela
Arturo Ubico Urruela (Ciudad de Guatemala, 8 de marzo de 1848-ibídem, 29 de abril de 1927) fue un político guatemalteco del siglo xix y xx, diputado y presidente de la Asamblea Nacional Legislativa durante el gobierno del licenciado Manuel Estrada Cabrera -quien gobernó Guatemala de 1898 a 1920- y el del señor Carlos Herrera y Luna.  Fue padre del general Jorge Ubico Castañeda quien fue jefe político de Verapaz y Retalhuleu durante el gobierno de Estrada Cabrera, y luego presidente de la República de Guatemala de 1931 a 1944; también fue hermano de Emilio Ubico, quien fuera director general de la Policía durante el gobierno de Estrada Cabrera.

## Biografía

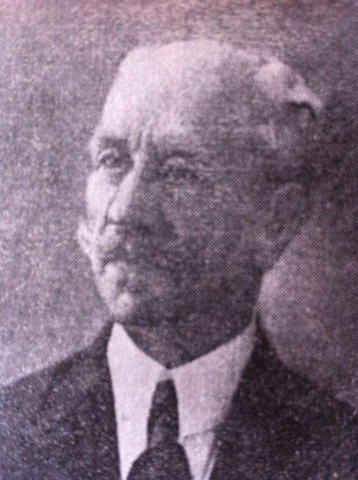
Ubico Urrulea en sus últimos años.

Fue un abogado y político de renombre, miembro del Partido Liberal; también fue ministro de uno de los gabinetes del general Justo Rufino Barrios y diputado a la Asamblea Nacional Legislativa en varias administraciones, siendo su presidente durante la mayor parte del gobierno del licenciado Estrada Cabrera, hasta el 14 de abril de 1920, en que este fue derrocado.

### Guerra contra El Salvador en 1906
El 10 de julio de 1906 el general Tomás Regalado invadió Guatemala, luego de fallidas invasiones dirigidas por José León Castillo y Manuel Lisandro Barillas; por azares de la fortuna, el ejército guatemalteco le dio muerte, dando por concluido el conflicto el 11 de julio, pues tras la muerte de Regalado, las tropas salvadoreñas retrocedieron hacia El Salvador y posteriormente se firmó el Tratado de Paz, Amistad y Comercio entre Guatemala, Honduras y El Salvador el 20 de julio de 1906 a bordo del crucero americano «Marblehead», a instancias de los gobiernos de Estados Unidos y de México.  El diputado Ubico Urruela estuvo presente en la firma del Tratado como parte de la delegación de Guatemala.

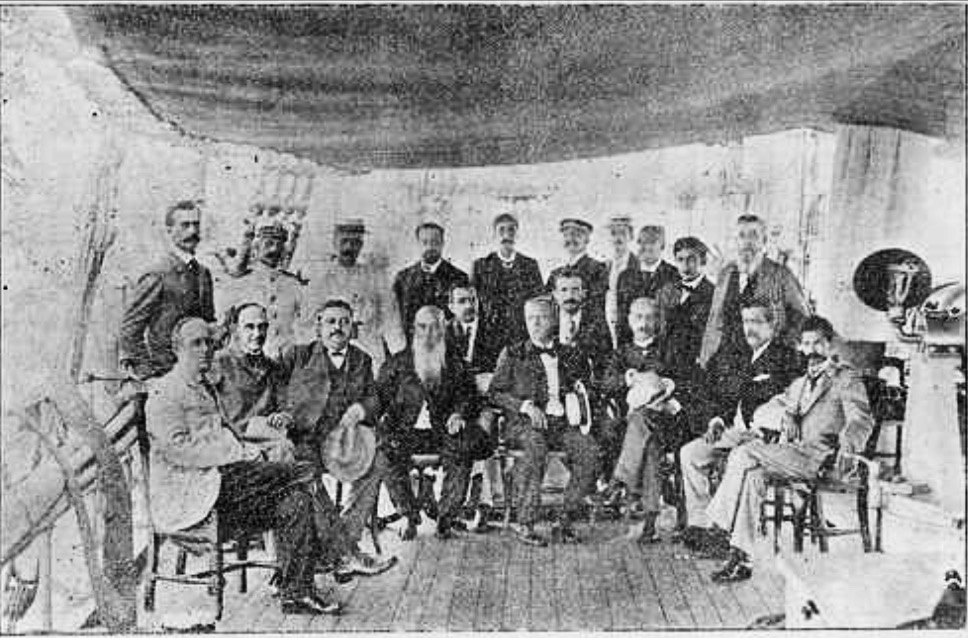

- Sentados en primera fila y de izquierda a derecha: Ministros William Merry y Leslie Combs —embajador de los Estados Unidos en Guatemala— y los delegados Juan Barrios M. —delegado de Guatemala—, José Pinto —de Guatemala—, José Rosa Pacas —de El Salvador—, Arturo Ubico Urruela —de Guatemala—, Salvador Gallegos —de El Salvador— y doctor Francisco Bertrand —delegado de Honduras.
- Sentados, al centro: señores Rebolledo y Moreira
- De pie al fondo: secretario Brown, comandante Mulligan, el ministro Federico Gamboa —embajador de México en Guatemala—, el intérprete Palma, el taquígrafo Alegría, el comandante Bone —de San José—, el oficial primero de Relaciones Exteriores Palomo M., Modesto Barrios —el agente confidencial de Nicaragua—, el joven Gallegos y el delegado Manuel Cabral —de Guatemala.[6]

El tratado, en su parte conducente indica que:
| Tratado de Paz del «Marblehead» Tercera [disposición]: Las altas partes contratantes se obligan a concentrar a los emigrados políticos que haya o puedan llegar a sus respectivos territorios, lo mismo que a vigilar su conducta para impedir que abusando del asilo maquinen contra la tranquilidad y el orden del país en donde hayan emigrado. —Tomado de La Locomotora, 28 de julio de 1906. |

Este tratado dejó en una posición muy comprometida a los exiliados guatemaltecos tanto en Honduras como en El Salvador, dejando a su vez solidificado el gobierno de Estrada Cabrera en Guatemala.

### Atentados contra Manuel Estrada Cabrera
Durante el segundo período presidencial del presidente Estrada Cabrera (1905-1911) dirigió desde la Asamblea Legislativa el envío de los Manifiestos de Adhesión tanto de la Asamblea como de todos los clubes liberales de Guatemala, tras los atentados contra la vida del presidente el 29 de abril de 1907 -conocido como el «Atentado de La Bomba»- y el 20 de abril de 1908 -conocido como el «Atentado de Los Cadetes»-.
También fue presidente de la Asamblea que declaró incapaz mentalmente al presidente Estrada Cabrera, y estuvo a cargo de la transición del gobierno de este al de Carlos Herrera y Luna.